# Cyrtarachne tricolor aruana
Cyrtarachne tricolor là một phân loài nhện trong họ Araneidae.
Loài này thuộc chi Cyrtarachne. Cyrtarachne tricolor aruana được Embrik Strand miêu tả năm 1911.